# Rams de Colorado State
Pour les articles homonymes, voir RAM.
Les Rams de Colorado State (en anglais : Colorado State Rams) sont un club omnisports universitaire de l'Université d'État du Colorado à Fort Collins (Colorado). Les équipes des Rams participent aux compétitions universitaires organisées par la National Collegiate Athletic Association. Colorado fait partie de la division Mountain West Conference.
La rivalité avec les Buffaloes du Colorado s'illustre par la tenue depuis 1893 d'un match de football américain annuel surnommé « Rocky Mountain Showdown ».